# Nicolaas Martinus Wijdoogen

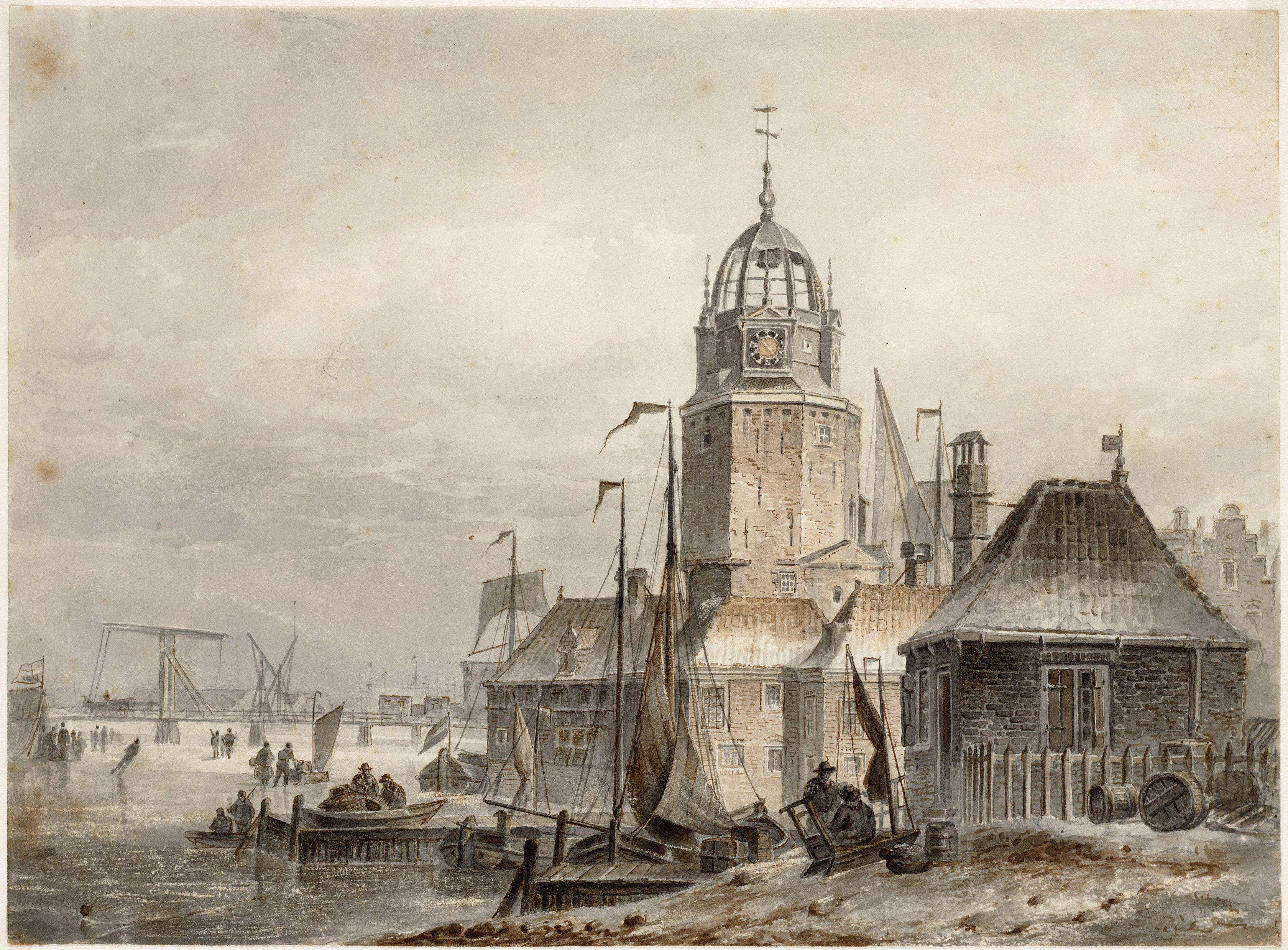
De Haringpakkerstoren op de hoek van het Singel en de Prins Hendrikkade. Ca. 1840-1852. Tekening. Amsterdam, Stadsarchief Amsterdam.

Nicolaas Martinus Wijdoogen  was een Nederlands kunstschilder. Hij was vooral werkzaam in Amsterdam, waar hij onder meer in 1848 ook exposeerde.
Er zijn tot op heden geen genealogische bewijzen te vinden over zijn geboorte en overlijden, de daarover vermelde gegevens zijn niet te verifiëren.
Wijdoogen staat vermeld in het Lexicon Nederlandse Beeldende Kunstenaars 1750-1950. Hij schilderde vooral schepen en winterlandschappen.
Tijdens de hierboven genoemde expositie gaf hij als adres op "Bij de heer Vettewinkel, Oude Waal nr.6, in Amsterdam"; dit was waarschijnlijk de kunstschilder Hendrik Vettewinkel Dzn (20 oktober 1809 - 8 mei 1878), waarvan hij vermoedelijk een leerling was. Later richtte Vettewinkel een "Schilders en vergulderzaak" op. Het bedrijf Vettewinkel werd later deel van Sigma Coatings.